# Eurosong: Příběh skupiny Fire Saga
Eurosong: Příběh skupiny Fire Saga (v anglickém originále Eurovision Song Contest: The Story of Fire Saga) je americká hudební komedie režiséra Davida Dobkina, k níž napsali scénář Andrew Steele a Will Ferrell. Hlavní role v ní ztvárnili Ferrell, Rachel McAdams, Pierce Brosnan, Dan Stevens a Demi Lovato. Film pojednává o islandských zpěvácích Larsovi Erickssongovi a Sigrit Ericksdottirové, kteří dostanou šanci reprezentovat svou zemi na Eurovizi.
Film měl původně naplánovanou premiéru na květen 2020, přesněji na dobu konání Eurovize 2020. Nicméně kvůli pandemii covidu-19 byla Eurovize v daném roce zrušena. Premiéra filmu se posunula na datum 26. června 2020, kdy byl film zveřejněn na Netflixu.

## Obsazení
| Will Ferrell                | Lars Erickssong                                    |
| Rachel McAdams              | Sigrit Ericksdottir                                |
| Dan Stevens                 | Alexander Lemtov, reprezentant Ruska               |
| Mikael Persbrandt           | Victor Karlosson, guvernér islandské národní banky |
| Melissanthi Mahut           | Mita Xenakis, reprezentantka Řecka                 |
| Pierce Brosnan              | Erick Erickssong, Larsův otec                      |
| Demi Lovato                 | Katiana Lindsdóttir, nadějná islandská zpěvačka    |
| Graham Norton               | hraje sám sebe, komentátora Eurovize               |
| Ólafur Darri Ólafsson       | Neils Brongus, ředitel islandské televize          |
| Björn Hlynur Haraldsson     | policista Arnar                                    |
| Jóhannes Haukur Jóhannesson | policista Johans                                   |
| Jamie Demetriou             | Kevin Swain, vedoucí islandského kreativního týmu  |
| Elin Petersdóttir           | Helka, matka Sigrit                                |

### Cameo
Ve filmu se na krátkou dobu objevili někteří účastníci a výherci Eurovision Song Contest:
- John Lundvik – reprezentant Švédska na Eurovision Song Contest 2019
- Anna Odobescu – reprezentantka Moldavska na Eurovision Song Contest 2019
- Bilal Hassani – reprezentant Francie na Eurovision Song Contest 2019
- Loreen – vítězka Eurovize z roku 2012 ze Švédska
- Jessy Matador – reprezentant Francie na Eurovision Song Contest 2010
- Alexander Rybak – vítěz Eurovize z roku 2009 z Norska a reprezentant z roku 2018
- Džamala – vítězka Eurovize z roku 2016 z Ukrajiny
- Elina Nechayeva – reprezentantka Estonska na Eurovision Song Contest 2018
- Conchita Wurst – vítězka Eurovize z roku 2014 z Rakouska
- Netta – vítězka Eurovize z roku 2018 z Izraeli
- Salvador Sobral – vítěz Eurovize z roku 2017 z Portugalska, hraje pouličního umělce ve Skotsku
- Molly Sandén (účastnice Junior Eurovision Song Contest 2006), její hlas byl namíchán s hlasem Rachel McAdams při zpěvu postavy Sigrit Ericksdóttir.

## Výroba filmu
V květnu 2018 se Will Ferrell v rámci příprav na film zúčastnil finále Eurovision Song Contest 2018 v Lisabonu, kde čerpal inspiraci na různé typy chování postav a na zápletku filmu, rovněž měl také možnost mluvit v zákulisí s účastníky soutěže. V červnu 2018 bylo oznámeno, že si Ferrell ve filmu nejen zahraje, ale že bude také scenáristou a producentem filmu, jehož distributorem bude Netflix.
V březnu 2019 se režisérem filmu stal David Dobkin a o dva měsíce později byla do hlavní ženské role obsazena Rachel McAdams. Ferrell a McAdams byli spatřeni na kostýmových zkouškách Eurovision Song Contest 2019 v Tel Avivu. V srpnu 2019 byli oznámeni další herci, mimo jiné Pierce Brosnan, Dan Stevens a Demi Lovato. Natáčení probíhalo v Edinburghu, Glasgow, Skotsku a na Islandu.